# بريتاني بروبين
بريتاني بروبين (من مواليد 23 نوفمبر 1995) غطاسة أسترالية سابقة فازت بميدالية فضية في أولمبياد لندن 2012 في حدث غطس على منصة 10 أمتار برصيد 366.50 ، خلف تشن رولين الصين

## روابط خارجية
- بريتاني بروبين على موقع الاتحاد الدولي للسباحة (الإنجليزية)
- بريتاني بروبين على موقع قاعدة بيانات الغوص IAT (الألمانية)
- بريتاني بروبين على موقع أوليمبيديا (الإنجليزية)
- بريتاني بروبين على موقع اللجنة الأولمبية الأسترالية (الإنجليزية)